# Sherlock Holmes (Fernsehserie, 1968)
Sherlock Holmes ist eine italienische Miniserie aus dem Jahr 1968, gedreht in Schwarzweiß und in Mono im Format 4:3. Sie besteht aus den zwei Sherlock-Holmes-Abenteuern Tal der Angst und Der Hund von Baskerville, jeweils in drei Episoden aufgeteilt. Regie führte Guglielmo Morandi, mit Nando Gazzolo in der Rolle des Sherlock Holmes und Gianni Bonagura als John Watson.

## Episoden
| Nr. | Titel                      | Mitwirkende | Erstausstrahlung  |
| --- | -------------------------- | --- | ----------------- |
| 1   | La valle della paura       | Regie: Guglielmo Morandi Drehbuch: Edoardo Anton Darsteller: Nando Gazzolo: Sherlock Holmes, Gianni Bonagura: Doktor Watson, Leonardo Severini: Ames, Cesarina Gheraldi: Mrs. Allen, Anna Miserocchi: Ivy Douglas, Mario Erpichini: Cecil Baker, Francesco Paolo D’Amato: Jack McDonald, Antonietta Lambroni: Mrs. Clarke, Francesco Sormano: Inspektor McDonald, Enrico Ostermann: Inspektor Mason, Giuseppe Mancini: Jackson, Mario Laurentino: Sergente Wood, Ernesto Colli: Turner | 25. Oktober 1968  |
| 2   | La valle della paura       | Regie: Guglielmo Morandi Drehbuch: Edoardo Anton Darsteller: Nando Gazzolo: Sherlock Holmes, Gianni Bonagura: Doktor Watson, Leonardo Severini: Ames, Cesarina Gheraldi: Mrs. Allen, Anna Miserocchi: Ivy Douglas, Mario Erpichini: Cecil Baker, Francesco Paolo D’Amato: Jack McDonald, Antonietta Lambroni: Mrs. Clarke, Francesco Sormano: Inspektor McDonald, Enrico Ostermann: Inspektor Mason, Giuseppe Mancini: Jackson, Mario Laurentino: Sergente Wood, Ernesto Colli: Turner | 1. November 1968  |
| 3   | La valle della paura       | Regie: Guglielmo Morandi Drehbuch: Edoardo Anton Darsteller: Nando Gazzolo: Sherlock Holmes, Gianni Bonagura: Doktor Watson, Leonardo Severini: Ames, Cesarina Gheraldi: Mrs. Allen, Anna Miserocchi: Ivy Douglas, Mario Erpichini: Cecil Baker, Francesco Paolo D’Amato: Jack McDonald, Antonietta Lambroni: Mrs. Clarke, Francesco Sormano: Inspektor McDonald, Enrico Ostermann: Inspektor Mason, Giuseppe Mancini: Jackson, Mario Laurentino: Sergente Wood, Ernesto Colli: Turner | 8. November 1968  |
| 4   | Il mastino dei Baskerville | | 15. November 1968 |
| 5   | Il mastino dei Baskerville | 22. November 1968 |                   |
| 6   | Il mastino dei Baskerville | 29. November 1968 |                   |

## Sendestart & Veröffentlichung auf DVD
Die Miniserie wurde von Freitag, 25. Oktober 1968, um 21.05 Uhr an auf Rai 2 ausgestrahlt. Die beiden Folgen wurden auf zwei DVDs der Edition Fabbri in der Reihe „I migliori anni della nostra TV“ veröffentlicht.